# Rhinolophus sakejiensis
Rhinolophus sakejiensis — вид рукокрилих родини Підковикові (Rhinolophidae).

## Поширення
Країни проживання: Замбія. Зразки були зібрані висячими у вічнозеленому листі на нижній гілці біля основи великого дерева. Повідомляється також, їх можна знайти дуплах дерев.

## Загрози та охорона
Загрози для цього виду не відомі, але імовірно йому загрожує втрата місць спочинку в результаті рубок і перетворення середовища проживання для сільськогосподарського використання. Поки не відомо, чи вид присутній в будь-якій з охоронних територій.